# Brandisia glabrescens
Brandisia glabrescens är en tvåhjärtbladig växtart som beskrevs av Alfred Rehder. Brandisia glabrescens ingår i släktet Brandisia och familjen Paulowniaceae. Utöver nominatformen finns också underarten B. g. hypochrysa.